# Palmerston North
Palmerston North (maor. Te Papa-i-oea) – miasto w Nowej Zelandii, na Wyspie Północnej, nad rzeką Manawatu. Około 79 tys. mieszkańców. 
Palmerston North obchodziło 150. rocznicę założenia w roku 2021.
W mieście rozwinął się przemysł spożywczy, poligraficzny, materiałów budowlanych, obuwniczy, odzieżowy, chemiczny oraz maszynowy.
Od 1964 r. w mieście działa uniwersytet.

## Miasta partnerskie
- Missoula, Montana, USA
- Guiyang, Chiny
- Kunshan, Jiangsu, Chiny